# Северный масковый ткач
Северный масковый ткач (лат. Ploceus taeniopterus) — вид воробьиных птиц из семейства ткачиковых.

## Ареал
Обитает северный масковый ткач в Демократической Республике Конго, Кении, Судане, Эфиопии и Южном Судане. Все недавние наблюдения этой птицы в Восточной Африке были сделаны на берегах озера Баринго (Кения).